# Sinosuthora brunnea
El picoloro alipardo (Sinosuthora brunnea) es una especie de ave paseriforme de la familia Sylviidae que vive en el sureste de Asia.

## Distribución y hábitat
Se encuentra en los bosques de montaña de las estribaciones orientales del Himalaya, distribuido por Birmania y el sur de China.